# Língua protoindo-iraniana
O protoindo-iraniano (também designado como proto-ariano) é uma língua ancestral reconstruída do ramo Indo-iraniano do Indo-europeu. Os seus falantes, os hipotéticos Protoindo-iranianos, poderão ter vivido no terceiro milénio a.C., sendo usualmente relacionados com o horizonte arqueológico inicial de Andronovo.
O protoindo-iraniano seria um grupo satem que se teria demarcado em menos de um milénio do protoindo-europeu e, depois, também em menos de um milénio, do Sânscrito védico do Rigveda, pelo que seria a língua ancestral das Línguas indo-arianas, das Línguas iranianas e das Línguas nuristânicas. A principal mudança fonética a separar o protoindo-iraniano do protoindo-europeu é o colapso das vogais*e, *o, *a, sujeitas à acção do ablaut, numa única vogal, o *a protoindo-iraniano (ver também, a este respeito a lei de Brugmann). A lei de Grassmann, a lei de Bartholomae, e a lei fonética de Ruki eram também completas no protoindo-iraniano.
Entre as mudanças fonéticas que se realizaram com a passagem do protoindo-iraniano para as línguas indo-arianas, está a supressão da fricativa vocalizada *z, e em relação ao iraniano conta-se a desaspiração das aspiradas vocalizadas do PIE (protoindo-europeu).
| Protoindo-iraniano          | Persa antigo (PA), avéstico (Av) | Sânscrito védico |
| --------------------------- | -------------------------------- | ---------------- |
| *açva ("cavalo")            | Av, PA aspa                      | aśva             |
| *bhag-                      | PA baj- (bāji; "tributo")        | bhag- (bhaga)    |
| *bhrātr- ("irmão")          | PA brātar                        | bhrātṛ           |
| *bhūmī ("terra")            | PA būmi                          | bhūmī            |
| *martja ("mortal", "homem") | PA martya                        | martya           |
| *māsa ("lua")               | PA māha                          | māsa             |
| *vāsara ("cedo")            | PA vāhara ("primavera")          | vāsara ("manhã") |
| *arta ("verdade")           | Av aša, PA arta                  | ṛta              |
| *draugh- ("falsidade")      | Av druj, PA draug-               | druh-            |
| *sauma "espremido (sumo)"   | Av haoma                         | soma             |